# جوناثان إبشتين
جوناثان إبشتاين (بالإنجليزية: Jonathan Epstein)‏ هو خبير اقتصادي عمل على تنفيذ وإنشاء صندوق الثروة السيادية في أستراليا، وصندوق المستقبل. عمل أيضًا كمحلل اقتصادي ومستشار للرئيس.
ساعد جوناثان في إنشاء المنتدى الدولي لصناديق الثروة السيادية، وعمل كأمين لخزانة الاتحاد المالي في أستراليا. يعمل جوناثان في شركة إي سي جي لإيجاد الحلولECG Advisory Solutions وهي شركة استشارات مالية متخصصة في تنسيق العمل التجاري بين الحكومة والأسواق المالية . ويشغل أيضًا منصب عضو مجلس إدارة هيئة غير ربحية مكرسة لإيجاد علاج لمرض كرون والتهاب القولون.
أنشأ جوناثان شركة إي سي جي لإيجاد الحلول بالشراكة مع ديفيد جازارد. يمتلك الاثنان خبرة تزيد عن 30 عامًا في كل من المكاتب الوزارية والقطاع العام على مستوى الحكومة الفيدرالية وحلبة حكومة الولاية، فضلاً عن المشاركة الهامة في قطاع الخدمات المالية وقطاع الخدمات المالية ووسائل الإعلام.
كما طوّرا شبكات متطورة للغاية على جميع مستويات الحكومة والبيروقراطية وكذلك في قطاع الخدمات الاستثمارية والمالية.